# Vellozia burle-marxii
Vellozia burle-marxii är en enhjärtbladig växtart som beskrevs av Lyman Bradford Smith och Edward Solomon Ayensu. Vellozia burle-marxii ingår i släktet Vellozia och familjen Velloziaceae. Inga underarter finns listade.